# Сервер проверки подлинности локальной системы безопасности
Сервис проверки подлинности локальной системы безопасности (англ. Local Security Authority Subsystem Service, LSASS) — часть операционной системы Windows, отвечающая за авторизацию локальных пользователей отдельного компьютера. Сервис является критическим, так как без него вход в систему для локальных пользователей (не зарегистрированных в домене) невозможен в принципе.
Процесс проверяет данные для авторизации, при успешной авторизации служба выставляет флаг о возможности входа. Если авторизация была запущена пользователем, то также ставится флаг запуска пользовательской оболочки. Если авторизация была инициализирована службой или приложением, данному приложению предоставляются права данного пользователя.
При заражении вирусами или при получении полного доступа к данному сервису система подчиняется злоумышленнику, который может получить полные права для доступа к целевому компьютеру. Поэтому способ шифрования и способ передачи данных для авторизации между компонентами не документируется. К тому же пароль передаётся не в чистом виде, а в виде хеша, который сравнивается с хешем реального пароля.
Если компьютер входит в домен, авторизация сетевых пользователей производится на сервере локальной сети.

## Неполадки
В случае неполадки с LSASS.EXE Windows XP перезагрузит компьютер, отобразив окно об ошибке. Такое может происходить при заражении вирусом. Если этот файл удалён, Windows XP отобразит чёрный экран с белым курсором.